# Christian Jaccard
Pour les articles homonymes, voir Jaccard.
 (août 2023).
 (août 2023).
La mise en forme du texte ne suit pas les recommandations de Wikipédia : il faut le « wikifier ».
Les points d'amélioration suivants sont les cas les plus fréquents. Le détail des points à revoir est peut-être précisé sur la page de discussion.
- Les titres sont pré-formatés par le logiciel. Ils ne sont ni en capitales, ni en gras.
- Le texte ne doit pas être écrit en capitales (les noms de famille non plus), ni en gras, ni en italique, ni en « petit »…
- Le gras n'est utilisé que pour surligner le titre de l'article dans l'introduction, une seule fois.
- L'italique est rarement utilisé : mots en langue étrangère, titres d'œuvres, noms de bateaux, etc.
- Les citations ne sont pas en italique mais en corps de texte normal. Elles sont entourées par des guillemets français : « et ».
- Les listes à puces sont à éviter, des paragraphes rédigés étant largement préférés. Les tableaux sont à réserver à la présentation de données structurées (résultats, etc.).
- Les appels de note de bas de page (petits chiffres en exposant, introduits par l'outil «  Source ») sont à placer entre la fin de phrase et le point final[comme ça].
- Les liens internes (vers d'autres articles de Wikipédia) sont à choisir avec parcimonie. Créez des liens vers des articles approfondissant le sujet. Les termes génériques sans rapport avec le sujet sont à éviter, ainsi que les répétitions de liens vers un même terme.
- Les liens externes sont à placer uniquement dans une section « Liens externes », à la fin de l'article. Ces liens sont à choisir avec parcimonie suivant les règles définies. Si un lien sert de source à l'article, son insertion dans le texte est à faire par les notes de bas de page.
- La présentation des références doit suivre les conventions bibliographiques. Il est recommandé d'utiliser les modèles {{Ouvrage}}, {{Chapitre}}, {{Article}}, {{Lien web}} et/ou {{Bibliographie}}. Le mode d'édition visuel peut mettre en forme automatiquement les références.
- Insérer une infobox (cadre d'informations à droite) n'est pas obligatoire pour parachever la mise en page.

Pour une aide détaillée, merci de consulter Aide:Wikification.
Si vous pensez que ces points ont été résolus, vous pouvez retirer ce bandeau et améliorer la mise en forme d'un autre article.
Christian Jaccard est un plasticien de nationalité suisse et française, né le 2 avril 1939 à Fontenay-sous-Bois. Artiste du processus de combustion, il est l'auteur du « concept supranodal ».

## Biographie
En 1948, Christian Jaccard apprend le Manuel du gabier et la pratique des feux de camp. En 1954, collégien, il ramasse des fossiles : les traces indéfectibles du temps l'attirent.
De 1956 à 1960, il étudie à l’école des beaux-arts de Bourges ; il s’intéresse aux déchets industriels et aux traces par empreintes.
De 1964 à 1975, il est graveur chromiste dans une imprimerie typographique, ce qui l’incite à explorer des processus d’imprégnation liés à la confection d’outils spécifiques, nœuds & ligatures par exemple. Entre 1968 et 1973, il étudie le rapport toile/outil et oblitère des Toiles ficelées, des Toiles contrepliées, des Toiles calcinées.
Jaccard perturbe très vite l’acte classique ou traditionnel de la peinture. Libre de tout châssis, la toile, posée au sol, est imprimée à l’aide de ce qu'il nomme des « outils » : objets naturels (plantes et insectes), papier, ruban. Son travail le situe dans des préoccupations proches de celles du groupe Supports/Surfaces (dont il n'a pas fait partie). Néanmoins, des expositions consacrées au groupe ont parfois associé Christian Jaccard.
À partir de 1971, Jaccard utilise des « outils » comme la corde, la ficelle, et surtout les nœuds. Ceux-ci remplacent le pinceau pour laisser leurs empreintes sur la toile, quand ils ne sont pas érigés en statuts (nœuds). Il brûle également des outils de mèche lente qui par leur combustion dessinent leurs traces sur des toiles libres et autres supports.
De 1977 à 1983, l’outil fait la peinture et la pratique des combustions génère de nouveaux ensembles : Anonymes calcinées, Trophées, Toiles brûlées… Cela lui ouvre une nouvelle voie : il soumet à la chaleur destructrice des toiles anonymes (des XVIIe, XXVIIIe, XIXe et XXe siècles). L'aspect initial – portraits, scènes religieuses - s'en trouve métamorphosé. Il reproduira ce procédé avec des calicots publicitaires de cinéma. La combustion attaque certaines parties de l’image pour en laisser d’autres plus visibles. Elle « redessine » et cristallise l'œuvre.
En 1984, lors d'un séjour en Italie naît « le rouge émis ». Son Chemin de cendres rejoint le land-art, brouillant encore une fois les pistes pour échapper à toute classification. En 1989, il développe les « brûlis », puis, durant les années 1990, le « concept supranodal ».
Jaccard réside au Japon en 1994, à la villa Kujoyama.
Dans les années 2000, avec ses travaux à l’extérieur dans des lieux en déshérence (friches industrielles), la problématique du tableau s’émancipe sans renier ses origines. Son atelier devient un laboratoire nomade et éphémère à chaque escale.

## Œuvre
Le travail de Christian Jaccard pose la question de la définition du dessin. Son trait provient de la trace laissée par la combustion de la mèche lente : c'est le suintement incandescent du goudron qui imprime la toile blanche. Ou bien les flammes elles-mêmes, qui illuminent les murs, comme des « dessins-installations ». Parfois, la boucle de cordon inflammable se transforme en une sorte de couronne d’épines.

« […] dans ce qui m’occupe c’est la matière d’un faire et l’objet de pensée, forme visuelle éblouissante, vacillante, anéantie puis réduite en poussière[réf. nécessaire]. »

L’œuvre de Jaccard s’organise autour de deux axes — les nœuds et la combustion — en spécifiant ses recherches sur les traces, les empreintes (qu’elles soient dues à l’estampage, à la combustion, au pliage, à la calcination ou au tressage). Dans les deux cas, il utilise une méthode bien définie où chacun de ses gestes est produit avec rigueur, d'une façon conceptualisée et contrôlée.
Une des spécificités de l'artiste est également d’allier les mots à l’hymne du feu, de jouer sur les lettres, le vocabulaire. Ainsi, en 1997, il réalise des reportages photographiés sur des inscriptions en papier, placées sur l’herbe et brûlées. Ici, Maintenant, Rêve, Autrement est une suite de quatre photographies en noir et blanc sur papier baryté, dans laquelle les écritures sont brûlées, les mots devenant des lambeaux, des cendres…

En 2003, Les Dormeurs, composé de photographies couleurs, présente deux figures, sculptées par des nœuds, qui sont enflammées. Les photographies deviennent des souvenirs d’abord présents, puis brûlés et enfin des cendres, dont Pierre Restany dit : 

« Quand j’ai compris que la suie est à la cendre ce que le vide est au bleu, j’ai réalisé que je n’avais pas éprouvé de choc émotionnel aussi fort devant la sublime vérité de l’apparence depuis le 14 janvier 1961 au contact des sculptures de jeu d’Yves Klein à Krefeld[réf. nécessaire]. »

## Expositions et collections

### Expositions personnelles
- 2015 :
  - Énergies dissipées, Galerie Valérie Bach, Bruxelles, 12 septembre au 7 novembre
  - Centre d’art contemporain, Château du Tremblay, Fontenoy
- 2013 :
  - Le Concept supranodal, Triennale de Wroclaw, septembre - octobre
  - Le Concept supranodal, Musée-Château, Annecy, 7 juin au 22 septembre
  - Œuvres sur papiers, Artothèque/Bibliothèque de Bonlieu, Annecy, 13 septembre au 31 octobre
  - À Hemero-Phaestos tableau éphémère, diffusion du Filmtableau à Arcueil, au cinéma Jean Vilar le 11 juin
- 2012 :
  - Agrégations, exposition monographique au centre d'art contemporain de Meymac (abbaye Saint-André), du 8 juillet au 14 octobre
  - Contre Nature ou les fictions d'un promeneur solitaire d'aujourd'hui, musée du département de l'Oise de Beauvais, du 9 juin au 11 novembre
  - Dessin phénoménal, avec Bernard Moninot et Bernard Pagès, 12 mai au 13 septembre
  - Au pied du mur II, Arsenal Ouest - musée de Soissons, 19 mai 2012 à l'automne 2013
  - Energies dissipées, Espace d’art contemporain André Malraux, 3 mars/13 mai, Colmar
- 2011 :
  - Incandescence, La Cohue – Musée des beaux-arts, Vannes, 22 octobre-20 mai 2012
  - Énergies dissipées, Villa Tamaris, La Seyne-sur-Mer, exposition du 19 novembre 2011 au 15 janvier 2012
  - La Coopérative, Montolieu
  - Les dessins du Concept supranodal, Galerie Marie Cini, Paris
  - Tondos, Galerie du Tableau, Marseille
- 2010 :
  - Extinction du récif, chapelle Sainte-Marie - Annonay ; exposition du 25 juin au 29 août
- 2009 :
  - À l'épreuve du feu..., galerie Guillaume - Paris ; exposition du 3 juin au 24 juillet
- 2008 :
  - Lithocombustions et papiers choisis, invité d'honneur de la 17e édition de L'art dans les Chapelles, Galerie Pierre Tal-Coat, 56700 Hennebont ; exposition du 27 juin au 14 septembre
  - 17e édition de L'art dans les Chapelles, Pays de Pontivy - Morbihan - Bretagne ; Chapelle de La Trinité, Castennec, Bieuzy-les-Eaux, en partenariat avec la Galerie Pierre Tal-Coat d’Hennebont ; exposition du 5 juillet au 14 septembre
  - Combustions, galerie de l’Ancien Collège, 86100 Châtellerault ; exposition du 21 juin au 31 juillet
  - Correspondances - Breitner / Jaccard ; exposition au musée d’Orsay, juillet-août (+200 000 visiteurs)
- 2007 :
  - L'eau et le feu ici et là : fiction déambulatoire réalisée sur le site de la friche industrielle de Ligugé. La coréalisation du film signée Christian Jaccard/Jean-Louis Le Tacon a été terminée pour une première présentation aux Rencontres des Arts de Thevet-Saint-Julien.
- 2003 *
  - Le Maître des ombres, FRAC Auvergne, espace Boris-Vian, Montluçon
  - 20 ans, FRAC Basse-Normandie, Caen
  - La réponse est dans le ciel, station de métro Saint-Germain-des-Prés, Paris
  - As White Dream, chapelle de la Vieille Charité, Marseille
- 2002 :
  - Eclipse, œuvres sur papier, Aldébaran, Baillargues
  - Autour de supports/surfaces, dessins et objets, collection du musée d’Art moderne, Saint-Étienne ; musée de Valence, Valence
  - Questions de peinture, centre international d’Art contemporain, Carros
  - The 12th Space International Print Biennal, Sungkok Art Museum, Séoul
  - 1992-2002, 10 ans d’art, galerie municipale Julio González, Arcueil
  - Les Années 1970, l’art en cause, CAPC, Bordeaux
  - Confrontation, La Piscine, musée d’Art et d’Industrie, Roubaix
  - En noir et blanc, 1993-2000, musée des Beaux-Arts, La Chaux de Fonds
- 2001 :
  - Grands papiers du FRAC Picardie, abbaye Saint-Jean-des-Vignes, Soissons
- 2000 :
  - La Couleur à l’épreuve du feu, céramiques d’artistes de 1885 à 2000, musée de la faïence, Marseille
  - Mémoires provisoires, FRAC Auvergne, Vichy
- 1999 :
  - Litho-brûlages, MMG Galerie, Tokyo, Japon
- 1998-1999 :
  - Empreintes, dessins et objets, 1972-1995, exposition itinérante : National Museum of Art, Osaka, the Museum of Art, Ehime, Galerie Artium, Fukuoka, Japon
- 1998 :
  - Combustions et brûlis, 1988-1992, galerie municipale Julio-Gonzales, Arcueil
  - Anonymes calcinés et autres avatars, 1980-1997, Écuries de Chazerat, FRAC Auvergne, Clermont-Ferrand
- 1997 :
  - Dessins et objets,1975-1995, Le 19, Centre régional d’Art contemporain, Musée château des ducs de Wurtemberg, Montbéliard
  - Toiles brûlées, 1982-1983, et litho-brulage, 1983-1995, Arthothèque Antonin-Artaud, Marseille
  - Brûlis, 1991-1992, galerie Cottard-Olsson, Stockholm, Suède
- 1996 :
  - Dessins et objets, 1975-1995, exposition itinérante : musée d’Art moderne, Saint-Étienne
- 1994 :
  - Combustions et brûlis, 1979-1989, exposition itinérante : Musée des Collections nationales, Bucarest, Institut français, Slovaquie
  - Polyptyques combustions, Tada Galerie, Osaka, Japon
  - Kyoto brûlis polyptyques, Itsutsuji Galerie, Tokyo, Japon
- 1992 :
  - Reliefs objets et papiers calcinés, galerie Louis Carré, Paris
- 1991 :
  - Brûlis, 1989-1990, galerie Louis Carré & Cie, Paris
  - Combustions, Denise Cadé, Art Prospect Inc, New York, États-Unis
- 1990 :
  - Les Blancs et les Rouges, 1983-1989, musée Cantini, Marseille
  - Ignitions et objets, 1980-1990, galerie municipale, Vitry-sur-Seine
  - Combustions et objets, galerie Krief, Francfort, Allemagne
  - Rouge et Blanc, galerie Agora, Marseille
- 1989 :
  - Combustions, galerie Vincent, Saint Pierre, Île de la Réunion
- 1988 :
  - Ignitions, 1982-1983, Denise Cadé, Art Prospect Inc., New York
- 1987 :
  - L'Écriture du feu, œuvres calcinées, Centre Culturel français, Rome, Italie
  - Mille et un objets, 1971-1986, Maison de la culture du Centre Ouest, La Rochelle
  - Œuvres récentes, galerie Athanor, Marseille
  - Quelques anonymes calcinés et toiles biffées, château de Castanet, Villefort
  - Le Rouge émis, 1986-1987, galerie Gilbert Brownstone et Cie, Paris
- 1986 :
  - Combustions et Outils, galerie Gilbert Brownstone et Cie, Paris et Chicago, États-Unis
- 1985 :
  - Toiles rouges et papiers calcinés sur le site de Bellona, exposition itinérante : Pinacothèque, Foggia, Museo Campano, Capoue, Italie
  - Papier calcinés, 1974-1984, CAC Pablo-Neruda, Corbeil-Essonnes
  - Couple Outil/Papier et Toiles calcinées, galerie Sapone, Nice
  - Christian Jaccard, galerie P-J Meurisse, Toulouse
- 1984 :
  - Lithographies, 1968-1984 : Empreintes d’outils et litho brûlages, Artothèque, Montpellier
  - Outils estampés, galerie Bornand, Marseille
  - Un choix d’Anonymes calcinés, galerie Athanor, Marseille
  - Papiers calcinés, L’Autre Musée, Bruxelles, Belgique
  - Litho brûlages, 1983-1984, atelier Bordas, Paris
  - Pièces-Blanches-Brûlées, galerie Gilbert Brownstone et Cie, Paris
  - Le Feu glorieux, galerie Massimo-Riposati, Rome
- 1983 :
  - Anonymes calcinés des XIXe et XXe siècles, 1980-1981, galerie des Ponchettes, direction des Musées, Nice
- 1982
  - Jaccard Kermarrec Charvolen . Musée Cantini, Marseille, 1982
  - Quelques combustions récentes sur cuirs et papiers, 1976-1980, Musée Cantini, Marseille
  - Anonymes calcinés des XVIIe, XVIIIe, XIXe siècles, galerie Jan Six, Paris
- 1981 :
  - Empreintes/Calcinations, 1969-1979, Centre culturel, Brétigny
  - Trophées (cuirs calcinés), Le Café des Arts, Rio de Janeiro
- 1980 :
  - Outils et dessins, galerie Bornand, Genève
  - Combustions récentes, galerie Athanor, Marseille
- 1979 :
  - Suites calcinées, 1976-1978, exposition itinérante : ARC, Musée d’Art moderne de la ville de Paris, Paris ; SoniaHenie/Niels Onstad Foundation, Oslo-Hovikodden, Norvège
  - Œuvres récentes, galerie Sapone, Nice
- 1978 :
  - Couple Outil/papier, galerie La Hune, Paris
  - Trophées (cuirs calcinés), galerie Gérard-Piltzer, Paris
  - Les Outils (lithographies), galerie Madoura, Vallauris
  - Toiles calcinées, galerie Arta, Genève, Suisse
- 1977 :
  - Toiles calcinées, galerie Arta, Genève, Suisse
- 1976 :
  - Couples toile/échelle et toiles calcinées, 1973-75, exposition itinérante : Musée d’Art et d’industrie, Saint-Étienne ; Institut français, Stockholm, Suède
  - Toiles calcinées, galerie Athanor, Marseille
  - Toiles calcinées, galerie Gérard Piltzer, Paris
  - Couples Toile/Outil, galerie Beaubourg, Paris
  - Outils estampés/empreintes sur papier, galerie B., Paris
- 1975 :
  - 12 couples, toile/outil 1973-1974 et Empreintes récentes, exposition itinérante : Musée de l’abbaye Sainte-Croix, Les Sables-d'Olonne ; CNCA Georges Pompidou, Paris ; Musée des Arts décoratifs, Nantes ; Musée d’Art moderne, Céret
  - Œuvres récentes, galerie d’Art T, Mulhouse
- 1974 :
  - Toiles/Empreintes polychromes, galerie Lucien Durand, Paris
- 1973 :
  - Traces, Outils et ligatures, Institute of Contemporary Art, Londres, Angleterre
- 1972 :
  - Figurologie et bois gravés, Musée de l’Athénée, Genève, Suisse
- 1967 :
  - Végétaux et déchets, empreintes lithographiques, Maison de la culture, Bourges
- 1966 :
  - Lithographies, Cercle SMA, Genève, Suisse
- 1964 :
  - Peintures, Cercle SMA, cabinet des Estampes, Genève, Suisse
- 1963 :
  - Lithographies, galerie Valentine-Descombes, Paris
- 1962
  - Gravures et lithographies, cabinet des Estampes, Genève
  - Gravures, galerie Cachet, Berne, Allemagne

### Expositions collectives
- 2018 :
  - Tissage/Tressage... quand la sculpture défile, Fondation Villa Datris, L'Isle-sur-la-Sorgue
- 2017 :
  - Ephemeral Paintings, court-métrage de Christian Jaccard présenté le 8 avril lors de la première Biennale internationale del Cortometraggio, à Vicence
- 2016 :
  - Passages : vers une abstraction habitée, Musée de l'Abbaye Sainte-Croix, Les Sables d'Olonne
- 2015 :
  - Biennale de Melle 2015. Jardiniers terrestres, Jardiniers célestes, Hôtel de Ménoc/Hôtel de ville/Eglise Saint-Savinienet autres lieux à Melle et musée Bernard d’Agesci, Niort
- 2014 :
  - Cookbook, ENSBA, Paris
  - Le Musée éphémère, (Évelyne Artaud) Villa Tamaris, La Seyne-sur-Mer
  - Avec et sans peinture, MAC/VAL, Vitry/Seine
  - Une relecture, acquisitions récentes, Villa Tamaris, La Seyne-sur-Mer
  - Le MAC a 20 ans, Marseille
  - Supports/Surfaces, Canada Gallery, New York
  - L’Esquisse, (E. Artaud commissaire), Campredon Centre d’art, L’Isle-sur-la-Sorgue
  - Les Chambres hantées de Gilbert Lascault, Musée de l’Hospice Saint-Roch, Issoudun
- 2013 :
  - Résonances, Musée Ziem, Martigues
  - Salah Stétié et les peintres, musée Paul-Valéry
  - Salah Stétié, Manuscrits & livres d’artistes, BNF, Paris
  - Le Pont, Musée d’art contemporain, Marseille
  - Faire le mur (Sally Bonn, commissaire), La Vitrine am, Paris
  - Tableaux éphémères, 6e Biennale internationale de Melle, 22 juin au 30 septembre
  - Feux Sacrés, musée-château d'Annecy
  - Mac-Le pont dans le cadre de Marseille-Provence 2013, capitale européenne de la culture : 145 artistes au musée et dans la ville, du 25 mai au 20 octobre
- 2011 :
  - INCANDESCENCE (avec Bernard Moninot & Vladimir Skoda), La Cohue – Musée des Beaux-Arts de Vannes, exposition du 22 octobre au 18 novembre
  - Les Années 68, LAAC, Dunkerque
  - Dessins !? Cosmogonies & paysages, galerie Maeght
  - Salon du livre, Abou Dabi
  - Des années 60 à nos jours', MNAM Centre Georges-Pompidou
  - Le Papier à l’œuvre, musée du Louvre
- 2012 :
  - Xiyi Tang, EIEPA, SPSI Art museum, Shanghai
  - Insomnuit, La rencontre des arts, Mers-sur-Indre
  - Décor & installations, Mobiliernational, Beauvais
  - Incandescence, La Cohue Musée de Vannes
  - Dessin phénoménal, LAAC Dunkerque
  - Contre nature, Musée départemental, Beauvais
  - 11e. Nuit Blanche, hôtel de ville, Paris
- 2010 :
  - Le Musée éphémère, Château de La Roche Guyon
- 2006 :
  - Le Sommeil du pénitent, Chapelle des pénitents, Chaudes-Aigues
- 2004 :
  - L’Art dans les chapelles, 15e édition, chapelle de la Trinité, Bieuzy-les-Eaux
- 2002 :
  - Éclipses, œuvres sur papier, Aldébaran, Baillargues
  - Autour de Supports/Surfaces, dessins et objets, collection du Musée d’Art moderne, Saint-Étienne ; Musée de Valence, Valence
  - Questions de peinture, Centre International d’Art contemporain, Carros
  - 12e biennal d’éditions, Sungkok Art Museum, Séoul, Corée du sud
  - 1992-2002, 10 ans d’art, galerie municipale Julio-Gonzales, Arcueil
  - Les années 70, l’art en cause, CAPC, Bordeaux
- 2001 :
  - Grands papiers du FRAC Picardie, abbaye Saint-Jean-des-Vignes, Soissons
- 1999 :
  - Œuvres de la collection du FRAC Auvergne, Clermont-Ferrand et Vichy
  - Supports/Surfaces, Gimpels Fils Gallery, Londres, Angleterre
  - Weaving the World: Contemporary Art of Linear Construction, Museum of Art, Yokohama, Japon
  - Le Feu aux poudres, galerie de la Marine, musée de Nice, Nice
- 1998 :
  - Profil d’une collection, l’outil, la trace, FRAC Basse-Normandie, Caen
  - La Collection, acquisitions, musée de l’abbaye Sainte-Croix, Les Sables-d'Olonne
  - Supports/Surfaces ; galerie Piltzer, Paris
  - XXe siècle, la collection, 1945-1995', musée d’art moderne Saint-Étienne
  - Ex Libris, exposition itinérante
  - L’Objet recrée, Centre Boris-Vian, Les Ulis
  - Face au silence, FRAC Auvergne, Clermont-Ferrand
  - Support/Surfaces, passé-présent, galerie Charlotte Moser, Genève, S
  - Nœuds, Instituts d’études supérieurs des arts Paris
  - Une couleur : blanc, galerie Pixi, Paris
  - Tableaux d’une histoire, FRAC Provence Alpes Côte d’Azur, villa Arson, Nice
  - Ende/Neu, Recent Museum of Contemporary Art, Sapparo
  - Les Cafés littéraires, exposition itinérante
  - Les Années Supports/Surfaces dans les collections du MNAM, MNAM, Centre Georges Pompidou, exposition itinérante
  - L’Univers n’existe que pour un livre, exposition itinérante 1998-2001
- 1997 :
  - La Collection, acquisitions, 1986-1996, MNAM, Centre Georges Pompidou, Paris
  - Aragon, le mouvement perpétuel, parc de La Courneuve, La Courneuve
  - Un siècle de cafés littéraires, Musée des beaux-arts de Caen
  - La collection du FRAC Auvergne, Écuries de Chazerat, Clermont-Ferrand
  - Made in France, 1947-1997, 50 ans de création, Paris
  - L’Empreinte, MNAM Centre Georges Pompidou, Paris
  - Flirting with Disaster, galerie Piltzer, Paris
- 1995 :
  - 1st International Triennal of Graphic Art, Old Town Hall, Prague, Tchécoslovaquie
  - Acquisitions récentes du FDAC Val-de-Marne, hôtel du département, Créteil
  - Duo : le dessin, la peinture, la sculpture, galerie Louis-Carré & Cie, Paris
  - Tapis volant, Institut du monde Arabe, Paris
  - 11e Triennale internationale de gravure, bibliothèque municipale, Fredrikstad, Allemagne
  - Luminy dans le FNAC, galerie de l’école d’art, Marseille
  - Égypte, espace Bateau-Lavoir, Paris
- 1994 :
  - Fraction à Barcelonnette, musée de la Vallée, Barcelonnette
  - Cabinet de dessin, Art Thèmes, La Colle-sur-Loup
  - Iste liber est meus, Institut français, Barcelone, Espagne
  - Œuvres sur papiers, galerie Lius Carré & Cie, Paris
  - Acquisitions 94, FDAC Val-de-Marne, Créteil
  - Supports/Surfaces dans la collection du FRAC Provence Alpes Côte d’Azur, Fort Napoléon, La Seyne-sur-Mer
  - Que Viva Abril, Festa do Avante, Amora Seixal, Lisbonne, Espagne
  - Nos années 80, Centre d’art moderne, Montreuil
- 1993 :
  - 3e Salon du dessin de collection, galerie Louis Carré & Cie ; Grand Palais, Paris
  - 20e International Biennal of Graphic Art, Ljubljana, Slovénie-
  - Première biennale internationale d’édition, MECC, Maastricht, Belgique
  - Jaccard, Klasen, Raynaud, galerie Lois Carré & Cie, Paris
  - Juxtaposition : 13 artistes dans le 13e arrondissement, Gare d'Austerlitz, Paris
  - Art contemporain en France ; galerie Itsutsuji ; galerie Enricco Navarra, Tokyo, Japon
  - Grands et jeunes d’aujourd’hui, Grand Palais, Paris
  - Ex-Libris, galerie Thorigny, Paris
- 1992 :
  - L’Art et le tennis, couvent des Cordeliers, Paris
  - Quinta Biennale d’Arte Sacra, San Gabriele
  - Attention, chutes d’artistes, lycée Ampère, Lyon
  - Autoportraits, 14 artistes à l’île de la Réunion, galerie Vincent Béziers
  - Le portraits dans l’art contemporain, MAMAC, Nice
  - Grands et Jeunes d’aujourd’hui, Grand Palais, Paris
  - Les Années Supports/Surfaces, galerie Dambier, Paris
  - Mise à feu (Arman, Bernard Aubertin, François Bouillon, Alberto Burri, Daniel Dezuze, Christian Jaccard, Yves Klein, A. et P . Poirier), galerie Thorigny, Paris
  - Manifeste, 30 ans de création en perspective 1960-1990, musée national d’Art moderne, Paris
  - Des chiffres et des nombres, galerie Pixi et Cie, Paris
  - La part du feu, l’art est il une connaissance ? 4e forum, George de La Tour, Roger Ackling, Eric Snell, École régionale des beaux-arts, Le Mans
- 1991 :
  - Les Abstractions autour des années 1970-1980, Musée d’Art moderne et contemporain, Nice
  - Divergences : Art français des années 80, exposition itinérante
  - Le Musée rêvé, acquisitions récentes, Musée Picasso, Antibes
  - Les années Supports/Surfaces,1965-1990, galerie Le Chanjour, FIAV, Paris
  - Contemporary paintings on Hanji, Seoul ; Art Festival, National Museum of contemporary Art, Seoul, Corée du sud
  - Dessins d’une collection, Mouvement 5, FRAC Picardie ; Musée Boucher-de-Perthes, Abbeville
  - Les artistes décident de jouer, Musée Campredon, l’Ile sur la Sorgue
  - Le FRAC île de la réunion, Centre national des arts plastiques, Paris
  - Entre toiles et papiers, galerie Agora, Marseille
  - Extrait d’une collection, FRAC Basse-Normandie, Théâtre, Hérouville-Saint-Clair
  - L’Amour de l’art, Arthotèque, Chambéry
  - Le Cœur en mouvement, Fondation Pfizer, Fiac, Paris
  - Bioulès, Cane, Jaccard, Devade, galerie Jacques Girard, Toulouse
  - Première triennale internationale d’Art contemporain, Île de la Réunion
  - Aéronart, Art Analys, Espace Kronembourg, Paris
  - Le Musée miniature, galerie Pixi et Cie, Paris
  - Papiers blessés, galerie Véronique Smagghe, Paris
  - Du dessin ? (Pierrete Bloch, Gottfried Honegger, Alain, Lambilliotte, Christian Jaccard), galerie Lambert Rouland, Paris
- 1990 :
  - The 1970’s Art in France, Denise Cadé, Art Prospect Inc, New York, États-Unis
  - Kunstregion Sudfrankreich (FRAC), exposition itinérante
  - 50 ans de réflexion en Art contemporain, exposition itinérante
  - Couleur de la vie, 100 artistes témoignent pour l’homme, exposition itinérante
  - Dessins d’une collection, extrait 4, FRAC Picardie, Amiens
- 1989 :
  - L’Art en France un siècle d’inventions, exposition itinérante
  - 4th International Biennal Print Exhibit : 1989 Roc, Fine Arts Museum, Taipei, Taiwan
  - Peinture-Cinema-Peinture, Centre Vieille-Charité, Marseille
  - Hommage à Picasso, exposition itinérante
  - Dessins de peintres, galerie Patrick-Riquelme, Vannes
- 1988 :
  - L’Art moderne à Marseille, musée Cantini, Marseille
  - Et pendant ce temps-là en France, MNAM Centre Georges-Pompidou, Paris
  - La Collection du Musée d’Art moderne de Saint Étienne, MAM, Saint-Étienne
  - Le FRAC Provence Alpes Côte d’Azur, château de Servières, Marseille
- 1987 :
  - Les Années 70, les Années Mémoire (archéologie du savoir et de l’être), exposition itinérante
  - Stanze pour l’atelier européen, L’Autre Musée, Bruxelles, Belgique
  - Boîtes, galerie Athanor, Marseille
  - De l’art : 25 artistes contemporains, Musée de l’Assistance publique, Paris
  - Portraits-Portraits, Aubagne
  - Dolla, Jaccard, Isnard, Centre culturel français, Rome, Italie
- 1986 :
  - La Fin des années 60 : d’une contestation l’autre, exposition itinérante : Centre d'Art Contemporain, abbaye Saint-André, Meymac ; galerie des Ponchettes, Nice
  - Experta, Musée de Bar le Duc, Bar-le-Duc
  - Art au présent en France, Ka De We, Berlin
  - Archaïsme, AAC, Anduze
  - Pictura loqen : 25 ans d’art en France, exposition itinérante
  - Dimensions singulières : sculpture, château des Rohan, Saverne
  - Aspect du monochrome, galerie Gilbert Brownstone et Cie
- 1985 :
  - Le FRAC Provence Alpes Côte d’Azur ; Musée Cantini, Marseille ; Fondation Maeght, Saint-Paul-de-Vence
  - Le FRAC Ile de France, Musée du Luxembourg, Paris
  - Tracé de mémoire, FRAC Champagne Ardenne, Hôtel de ville, Chalons-sur-Marne
  - Le FRAC Lorraine, Musée des beaux-arts, Nancy
  - Gravures, de Miro à Jaccard, Saint-Guilhem-le-Désert
  - International Biennal Print Exhibit : 1985 Roc, Fine Arts Museum, Taipei, Taiwan
  - In situ : Jaccard, Milner, Pages, Viallat, galerie Athanor, Marseille
  - Ils collectionnent, musée Cantini, Marseille
- 1984 :
  - Les FRAC Aquitaine/Midi-Pyrénées/Languedoc-Roussillon, Casa de Velazquez, Madrid ; Palacio de la Lonja, Saragosse ; Paulo Meca, Barcelone, Espagne
- 1983 :
  - 3e Biennale de gravure européenne, Baden-Baden, Allemagne
  - 20 ans de peinture en France 1960-1980, exposition itinérante : Fondation nationale des Arts graphiques et plastiques, Paris
  - Tels peintres, quels maîtres ? galerie ABCD, Paris
  - Bioules, Buraglio, Cane, Charvolen, Dezuze, Dolla, Isnard, Jaccard, Meurice, Pincemin, Saytour, Viallat, Centre culturel, Aubagne
- 1982 :
  - Arteder’82, Muestra international de Arte Grafico, musée des beaux-arts, Bilbao
  - Trois artistes contemporains : Jaccard, Kermarrec, Charvolen, musée Cantini, Marseille
  - La Lithographie en France des origines à nos jours, 1816-1982, Fondation nationale des AGP, Paris, Le Havre, Bordeaux
- 1981 :
  - Biennale internationale de la gravure, Ljubljana, Slovénie
  - Fran Frankrike, 37 actuella Konstharer, Lijetalchs Konsthall, Stockholm, Suède
  - 4e Biennale de Medellin, Medellin, Colombie
  - 2e Triennale internationale de dessin, Musée d’Histoire, Wroclaw, Pologne
  - Boucles et nœuds, Paris
  - Galerie Sapone, Arte Fiera, Bari, Italie
  - Carnets d’artistes, Nuova Arsgaallery, Milan, Italie
  - 32e rencontres UAP, Saint-Étienne-du-Rouvray
  - Tel quel et les arts plastiques, 20e anniversaire de la revue, galerie La Hune, Paris
  - Le Style, Tours Multiples, École des beaux-arts, Tours
  - Chemin de la création, formes rituelles I, château d’Ancy Le Franc, Ancy-Le-Franc
  - Chacallis, Charvolen, Grand, Jaccard, Viallat, galerie Athanor, Marseille
- 1980 :
  - Troisième Biennale européenne de la gravure, Bibliothèque municipale, Mulhouse
  - Peinture contemporaine, Le Plaisir interdit, Gardanne
  - Le Défi de la peinture, Espace Cardin, Paris
  - Cantini 80, Musée Cantini, Centre la Vieille Charité, Marseille
  - Art 1980, European New Tendencies Austria and France, New York, États-Unis
- 1979 :
  - 6th British International Print Bienal, Art Galeries and Muséum Bradford
  - Lis’79 International Exhibition of drawings, Galerie nationale d’Art moderne, Lisbonne : Centre d’Art contemporain, Porto, Portugal
  - Tendances de l’art en France, 1958-1979, ARC, Musée d'art moderne de la ville de Paris, Paris
  - Plis, Étoffes, Vêtements, galerie Le Dessin, Paris
  - Centre Noroit, Arras
  - Œuvres dans les collections nationales, accrochage II, MNAM Centre Georges Pompidou, Paris et Musée du Nouveau Monde, La Rochelle
- 1978 :
  - Rétrospective de la Biennale de Paris 1959-1973, Musée Seibu, Tokyo, Japon
  - Art d’aujourd’hui en France, exposition itinérante, Fondation P.Hiedseck, Paris, Fondation, Mendoza, Caracas, Venezuela
  - Collection des Musées de province, Grand Palais, Paris
  - Dessins, galerie Nancy Hoffmann, New York, États-Unis
  - Salon de Mai, exposition itinérante
- 1977 :
  - Artiste/Artisans, exposition itinérante : musée des Arts décoratifs, Paris ; Musée Cantini, Marseille
  - L’avant-garde, 1960-1976, trois Villes, trois collections, musée des Beaux-Arts, Grenoble ; musée Cantini, Marseille ; Musée d’Art et d’industrie, Saint-Étienne, MNAM Centre Georges Pompidou, Paris
  - Canvasses Without Stretchers, Gimpel galerie Londres
  - Unstreched/Surfaces, Institut of Contemporary Art, Los Angeles, États-Unis
  - Le Dessin, galerie Athanor, Marseille
  - Marthe et Maria, galerie E, Spagnoli, Florence, Ferrare, Italie
  - Peinture sans châssis, exposition itinérante
  - 302303 Projets/Événements, Institut d’Art contemporain, Montréal, Canada
  - Salon de Mai, Paris
  - Centre culturel, Ris-Orangis
  - Peintres/Sculpteurs suisses de Paris, Musée d’Art et d’Histoire, Neuchâtel
  - Tissus/Peintures, Espace lyonnais d’art contemporain, Lyon
  - Collectif Génération, exposition itinérante
- 1976 :
  - Artist from France in Covent Garden, Warehouse Galerie, Londres
  - Boites, ARC, musée d'art moderne de la ville de Paris
  - Centre Noirot, Arras
  - Fête de Paris, Halles de la Villette
  - Panorama de l’art français, exposition itinérante de 1976 à 1978
- 1975 :
  - Nouvelle peinture en France (pratiques/théories), Bioules, Dezeuze, Dolla, Jaccard, Meurice, Pages, Pincemin, Saytour Pincemin, Rotterdam, Valensi, Viallat, Fabian Carlsson Galerie, Göteborg
  - Grand, Saytour, Pages, Viallat, Jaccard, galerie Mailard, Saint-Paul-de-Vence
  - Galerie Alhner, Stockholm, Suède
  - Devade, Dolla, Jaccard, Meurice, Pincemin, Rotterdam, Valenci, galerie Gerard Piltzer, Paris
- 1974 :
  - Peinture française d’aujourd’hui, galerie d’Art T, Mulhouse
  - Grands et jeunes d’aujourd’hui, Grand Palais, Paris
  - SSPAS, Annecy, Chambéry, Thonon-les-Bains
  - Peindre à neuf, salle des cordeliers, Sarlat
  - 6e festival international de la peinture, château de Cagnes-sur-Mer
  - Projets pour la Défense, EPAD, Nanterre
- 1973 :
  - 12e Biennale, Musée d’Art contemporain, Sao Paulo
  - Rencontres internationales d’Art contemporain, La Rochelle
  - Réalités nouvelles, Vincennes
  - Galerie AARP, Paris
  - Signal, MJC Grasse, Grasse
  - Grands et jeunes d’aujourd’hui, Grand Palais, Paris
  - 8e Biennale, musée d’Art moderne de la ville de Paris, Paris
- 1972 :
  - Une journée dans la rue, Perpignan
  - Impact 2, musée d’Art moderne, Céret
  - 20 peintres, Textruction, Etréchy
  - 9 peintres, Textruction, École spéciale d’architecture, Paris
  - Le Jardin d’exposition, Saint-Paul-de-Vence
  - Salon de la jeune Peinture, musée d’Art moderne, Paris
  - exposition + 500, Aix-en-Provence
  - 70 peintres à l’ENSEEIHT, Toulouse
  - 72/72, ans d’art contemporain en France 1960-1972, Grand Palais
- 1971 :
  - Salon d’Art contemporain, mairie de Montrouge
- 1970 :
  - L’Art et la Ville, Pantin
- 1969 :
  - Maison de la culture, Bourges
  - Salon d’Art contemporain, mairie de Montrouge
- 1964 :
  - Salon du trait, musée d'art moderne de la ville de Paris
  - La Jeune Gravure genevoise, cabinet des Estampes, Genève, Suisse
- 1960/1965 :
  - Participation aux Annonciades, Pontarlier

### Collections
Ses œuvres sont présentes dans les collections permanentes des grands musées nationaux, au Japon, en France, en Corée du Sud, etc.
En 2024, le musée Fabre de Montpellier lui consacre une exposition temporaire.

## Entretiens

### Entretien en revue
- Entretien avec Gérard-Georges Lemaire, revue Beaux Arts, n°17, octobre 1984
- Conversations, coll. « Écrits d'artistes », les éditions de l'ENSBA (École nationale supérieure des beaux-arts), janvier 2011

### Entretien en ligne
- « Entretien avec Christian Jaccard » avec Dominique Demartini, site Aisthesis de Dominique Demartini

## Publications avec des œuvres de Christian Jaccard

### Journal
- Joseph Guglielmi, Journal 1983-1986, éditions Æncrages & Co, 2013

### Poésie
- Alain Marc, Poésies non hallucinées, & rescapées, éveillées, zen, poésies & notes, avec des Anonymes calcinés de Christian Jaccard, collection de « la Galerie de l'Or du temps » no 73, éditions du Petit Véhicule, 2017

### Livres d'artiste
- 2023
  - Fraise, François Xavier, éditions du Pyronaute, poésie, 20 exemplaires ornés de collages originaux rehaussés à la poudre lisse. In-16 (80 x 110) en feuilles, typographie composée à la main en Garamond corps 12.
- 2013
  - Tombeau pour Jacques Dupin, Michel Deguy, Editions Virgile.
- 2012
  - Christian Jaccard, textes de Jean-Paul Blanchet et Christian Jaccard, Ceysson éditions d'Art
- 2011 :
  - Kiwi, François Xavier, éditions du Pyronaute, poésie, 20 exemplaires ornés de collages originaux rehaussés à la poudre lisse. In-16 (80 x 110) en feuilles, typographie composée à la main en Garamond corps 12.
- 2010 :
  - Fruor, François Xavier, éditions du Pyronaute, Paris, livre-objet renfermant dans un coffret au couvercle en acétate conçu par Dermont-Duval, et ignigraphié, un poème érotique et manuscrit pénétré au fer rouge et orné de combustions. 6 exemplaires uniques et originaux au format 295 x 295.
- 2009 :
  - Autoportrait du feu, Zéno Bianu, éd. Rencontres, Montolieu, (combustions sur vélin d’Arches, 9 exemplaires)
  - Beyrouth, à cœur & à cris, François Xavier, Editions du Pyronaute, Paris, (combustions sur vélin d’Arches, 20 exemplaires)
  - Clitoris, Joseph-J. Guglielmi, éd. du Pyronaute, Paris, (combustions sur vélin de Rives, 16 exemplaires)
  - Orage/Tempestad, Cristina Castello, BoD, Norderstedt (combustion sur vélin d’Arches, 10 exemplaires)
- 2008 :
  - Combustions, Christian Jaccard/Gildas le Reste, éd. Collection Cardinaux, Châtellerault, (combustion sur Rivoli, 20 exemplaires)
- 2007 :
  - Ogresse, strophes et trophées, Tita Reut, éd. de L’Ariane, (combustions sur Rives, 18 exemplaires)
  - Poème presque poème, Jean-Pierre Verheggen, (léporello), éd. Rencontres, L’Echelle, (combustion sur vélin d’Arches, 11 exemplaires)
  - Le Drap phallique, Joseph-J. Guglielmi, éd. Rencontres, L’Échelle, (combustions sur vélin d’Arches, 9 exemplaires)
  - La Chute des corps, Tita Reut, éd. de L’Ariane, (combustions sur vélin d’Arches, 28 exemplaires)

#### Ouvrages
- François Xavier, Lexies de l'œil - Dialogue avec Christian Jaccard, coédition galerie Valérie Bach/Éditions du Littéraire, coll. « La bibliothèque d'Alexandrie », 2017.
- Christian Jaccard, texte de l'artiste, préface de Jean-Paul Blanchet, Ceysson éditions d'Art, 2012, présentation en ligne.
- Dominique Chateau, Christian Jaccard, Bernard Chauveau Éditeur, 2011.
- Gilbert Lascault, Christian Jaccard. L’Événement et sa trace, éditions Adam Biro, 2003.
- Bernard Noël, Christian Jaccard. Le Roman des nœuds, éditions L’État des lieux, maison de la culture de La Rochelle, éditions de la Différence, 1987.

#### Catalogue
- « La mise en garde », de Giovanni Joppolo, préface du catalogue de l'exposition au musée Cantini, Christian Jaccard : les blancs et les rouges 1983-1989, Marseille, 1990.

#### En revue
- « Christian Jaccard, l'homme au Buisson ardent », par Mathieu François du Bertrand, Magazine des Arts n° 7, juillet 2013.
- « Impairs, passes & manques », revue Passage d'encres n° 18, Christian Jaccard artiste invité Avec des collaborations de Joseph Guglielmi, Tita Reut et Alain Marc ; une combustion numérotée de Christian Jaccard sérigraphiée sur calque végétal par Jean-Paul Porte, mars 2003.